# Фибах, Йоахим
Йоахим Фибах (нем. Joachim Fiebach, 8 июня 1934) – немецкий театровед.

## Биография
Учился, жил и работал в ГДР. Преподавал в Берлинском университете имени Гумбольдта. Как приглашенный профессор работал в университетах Африки, США, Канады, Австрии. Почётный профессор Берлинского Свободного университета. 
Он преподавал в качестве приглашенного профессора в Танзании, Нигерии, США, Канаде и Австрии. Фибах является одним из основателей EGfKA (Европейское Сообщество по Делам Культуры). 

## Научные интересы
Специалист по африканской словесности и, в  частности, драме (от ритуального спектакля до произведений Воле Шойинки и др.), по творчеству Брехта и Хайнера Мюллера. Известность получил его культурантропологический труд Мертвое как сила живого. К теории и истории театра в Африке  (1986), а также исследования по историко-культурным формам театральности, включая поиски режиссёров XX-XXI в. 

## Избранные труды
- Kunstprozesse in Afrika: Literatur im Umbruch (1979)
- Die Toten als die Macht der Lebenden. Zu Theorie und Geschichte des Theaters in Afrika (1986)
- Inseln der Unordnung. Fünf Versuche zu Heiner Müllers Theatertexten (1990)
- Von Craig bis Brecht (1991)
- Keine Hoffnung, keine Verzweiflung: Versuche um Theaterkunst und Theatralität (1998)
- Inszenierte Wirklichkeit. Kapitel einer Kulturgeschichte des Theatralen (2007)